# Fusion (chaîne de télévision)
Fusion était une chaîne de télévision d'information américaine en langue anglaise pour les hispaniques fondée conjointement par American Broadcasting Company (ABC) via ABC News et Univision. ABC s'est retiré de Fusion en 2016.

## Historique
Le 7 mai 2012, ABC News et Univision annoncent la création en 2013 d'une chaîne d'information en anglais pour les hispaniques, installée à Miami.
Le 11 février 2013, Univision et ABC News annoncent le nom de leur chaîne commune, Fusion devant fournir à partir de mi-2013 des informations en anglais aux hispano-américains,.
Le 19 mai 2015, Disney Media Networks et Univision Network injectent 30 millions d'USD supplémentaires dans la chaîne. Le 22 décembre 2015, Disney chercherait à vendre sa participation à la chaîne Fusion,.
Le 21 avril 2016, Univision achète la part de Disney dans la coentreprise gérant la chaîne Fusion, devenant son seul propriétaire,,.
La chaîne a cessé ses activités, le 31 décembre 2021.